# Fritz Stange
Friedrich „Fritz” Stange (ur. 20 września 1936 w Ludwigsburgu, zm. 4 sierpnia 2013 w Stuttgarcie) – zachodnioniemiecki zapaśnik walczący w obu stylach. Trzykrotny olimpijczyk. Piąty w Tokio 1964 i osiemnasty w Meksyku 1968 w stylu klasycznym. Czternasty w Rzymie 1960 w stylu wolnym. Walczył w kategorii 52 – 57 kg.
Mistrz świata w 1966; drugi w 1966. Mistrz Europy w 1966 roku.
Mistrz RFN w 1956, 1962, 1966, 1967 i 1972; drugi w 1955, 1957, 1960, 1963, 1964, 1965 i 1968; trzeci w 1958 w stylu klasycznym. Mistrz w stylu wolnym w 1955, 1957 i 1965; drugi w 1964 i 1966; trzeci w 1963 roku.